# Irmgardkapel
De Irmgardkapel (Duits: Irmgardiskapelle) is een kapel op de Süchtelner Hoogte in het Viersener Stadtteil Süchteln, Noordrijn-Westfalen. De plaats waar de kerk staat wordt  Heiligenberg genoemd, waar volgens de legende de heilige vele jaren zou hebben geleefd.

## Geschiedenis

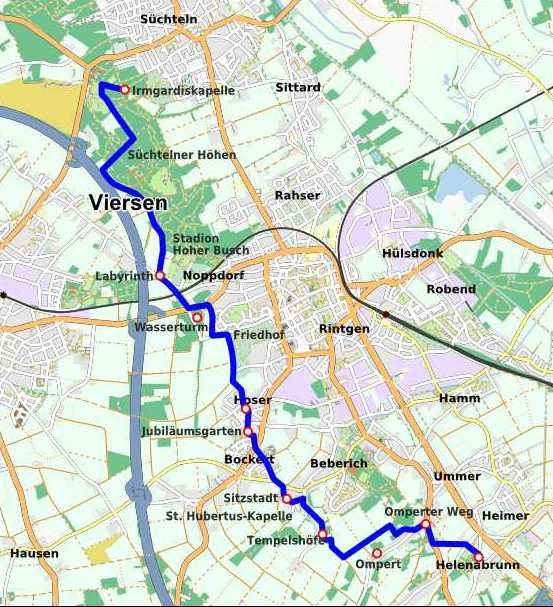
Route van het pelgrimspad

Bewezen is dat er vanaf 1498 op de plaats een kleine kapel stond, die echter voor 1589 geheel verwoest werd. Tot 1606 werd de kapel hersteld, maar vervolgens werd de vermoedelijke vakwerkkapel weer aan het verval prijsgegeven.
In het jaar 1664 werd op dezelfde plaats de huidige kapel ter ere van de heilige Irmgard van Suchtelen gebouwd. Opdrachtgever tot de bouw was Aegidius Romanus, abt van het benedictijnenklooster Sint-Pantaleon in Keulen, die in 1681 ook nog het nog altijd aanwezige barokke altaar schonk.
Aan de zuidelijke helling achter de kapel bevindt zich de Irmgardbron. De ingang ervan wordt afgesloten door een smeedijzeren hek uit 1948, dat versierd is met een kruis, hart en anker. 
Elk jaar wordt in september, steeds in de week na de vierde september (de feestdag van de heilige), het Irmgardoctaaf gevierd. Het begin van het octaaf wordt gemarkeerd door een processie naar de Heiligenberg, alwaar een eredienst plaatsvindt buiten de kapel in het bos.
Ter gelegenheid van het 500-jarig jubileum van de bedevaart in 1998 was de Keulse aartsbisschop respectievelijk kardinaal Joachim Meisner hier te gast. 
In de jaren 2006-2009 bezocht bisschop Heinrich Mussinghoff het Irmgardocataaf. 

## Irmgardpad
De kapel is het start- respectievelijk het eindpunt van het Irmgardpad, een als wandel- en pelgrimspad uitgestippelde route voor fietsers en wandelaars. Het 10,7 kilometer lange pad leidt van de kapel door Viersen naar de Helenabron tegenover de parochiekerk Sint-Helena in Helenabrunn. 